# Lili Pohlmann
Lili Pohlmann, z domu Stern (ur. 29 stycznia 1930 we Lwowie, zm. 15 września 2021 w Londynie) – polska działaczka społeczno-kulturalna żydowskiego pochodzenia, zasłużona dla idei zbliżenia polsko-żydowskiego.

## Życiorys
Urodziła się we Lwowie, a wychowała w Krakowie. Podczas II wojny światowej wraz z rodziną przebywała w lwowskim getcie. W 1942 wraz z matką Cecylią uciekły z getta na aryjską stronę. Ocalenie zawdzięczały Irmgard Wieth, pracującej w niemieckiej administracji we Lwowie, która ukrywała w swoim mieszkaniu matkę i córkę. Pomocy następnie udzielił im Max Kohl, niemiecki przedsiębiorca, który w czasie wojny przyjechał do Lwowa ze Stuttgartu i założył tutaj przedsiębiorstwo, zajmujące się szyciem skórzanych płaszczy dla gestapo.
W 1943 Lili wraz z matką została przyprowadzona do soboru św. Jura. Tam greckokatolicki metropolita kijowsko-halicki Andrzej Szeptycki udzielił im schronienia w swojej rezydencji, a po kilku dniach obie wysłano do klasztoru i prowadzonego przez zakonnice sierocińca w Uboczu. Przełożona zakonu, siostra Josifa (Olena Witer), zatrzymała u siebie Cecylię Stern. Lili umieszczono w sierocińcu wśród polskich i ukraińskich dzieci. Obie otrzymały niezbędne dokumenty i przeżyły do końca wojny.
W 1946 wraz z matką wyemigrowała do Londynu, gdzie mieszkała do końca życia. Działała w Radzie Fundacji Judaica, zasiadała w zarządzie Centrum Kultury Żydowskiej w Krakowie. Wspierała Instytut Spraw Polsko-Żydowskich. Z jej inicjatywy stanęły w Warszawie dwa pomniki Janusza Korczaka. Dzięki świadectwu Lili Pohlmann Irmgard Wieth, Max Kohl i siostra Josifa zostali uhonorowani przez Instytut Jad Waszem medalem Sprawiedliwy wśród Narodów Świata. Przez wiele lat zabiegała o przyznanie tego odznaczenia Andrzejowi Szeptyckiemu.
12 grudnia 2007 została odznaczona przez Prezydenta RP Krzyżem Kawalerskim Orderu Odrodzenia Polski